# Harutaeographa castanea
Harutaeographa castanea là một loài bướm đêm trong họ Noctuidae.